# Соди, Камила
Ками́ла Ия Гонса́лес Со́ди (исп. Camila Ía González Sodi; 14 мая 1986, Мехико, Мексика) — мексиканская певица, актриса

 и фотомодель.

## Биография и карьера
Камила Гонсалес Соди родилась 14 мая 1986 года в Мехико (Мексика) в семье Эрнестины Соди и Фернандо Гонсалеса Парры. У неё есть две младших единокровных сестры — актрисы Тесса Ия (род. 1995) и Наян Гонсалес Норвинд. Племянница певицы Талии.
Начала карьеру в качестве модели и актрисы в 2002 году.
С 2008 по 2013 год Камила была замужем за актёром Диего Луной. У бывших супругов есть двое детей — сын Херонимо (род. 12 августа 2008) и дочь Фиона (род. 1 июля 2010).